# Liste des communes de la Guyane
Pour les autres listes de communes françaises, voir Listes des communes de France.
| - La Guyane. - Carte des communes de la Guyane. |

Cette page liste les 22 communes du département français de la Guyane au 1er janvier 2025.

## Liste des communes
Le tableau suivant donne la liste des communes au 1er janvier 2025, en précisant leur code Insee, leur code postal principal, leur arrondissement, leur intercommunalité, leur superficie, leur population et leur densité, d'après les chiffres de l'Insee issus du recensement 2022,.
| Nom                     | Code Insee | Code postal | Arrondissement          | Intercommunalité       | Superficie (km2) | Population (dernière pop. légale) | Densité (hab./km2) | Modifier                                    |
| ----------------------- | ---------- | ----------- | ----------------------- | ---------------------- | ---------------- | --------------------------------- | ------------------ | ------------------------------------------- |
| Cayenne (préfecture)    | 97302      | 97300       | Cayenne                 | CA du Centre Littoral  | 23,60            | 63 956 (2022)                     | 2 710              | modifier les données · modifier les données |
| Apatou                  | 97360      | 97317       | Saint-Laurent-du-Maroni | CC de l'Ouest guyanais | 2 020,00         | 10 059 (2022)                     | 5,0                | modifier les données · modifier les données |
| Awala-Yalimapo          | 97361      | 97319       | Saint-Laurent-du-Maroni | CC de l'Ouest guyanais | 187,40           | 1 549 (2022)                      | 8,3                | modifier les données · modifier les données |
| Camopi                  | 97356      | 97330       | Saint-Georges           | CC de l'Est guyanais   | 10 030,00        | 2 168 (2022)                      | 0,22               | modifier les données · modifier les données |
| Grand-Santi             | 97357      | 97340       | Saint-Laurent-du-Maroni | CC de l'Ouest guyanais | 2 112,00         | 9 390 (2022)                      | 4,4                | modifier les données · modifier les données |
| Iracoubo                | 97303      | 97350       | Cayenne                 | CC des Savanes         | 2 762,00         | 1 685 (2022)                      | 0,61               | modifier les données · modifier les données |
| Kourou                  | 97304      | 97310       | Cayenne                 | CC des Savanes         | 2 160,00         | 24 470 (2022)                     | 11                 | modifier les données · modifier les données |
| Macouria                | 97305      | 97355       | Cayenne                 | CA du Centre Littoral  | 377,50           | 18 807 (2022)                     | 50                 | modifier les données · modifier les données |
| Mana                    | 97306      | 97318 97360 | Saint-Laurent-du-Maroni | CC de l'Ouest guyanais | 6 332,60         | 11 364 (2022)                     | 1,8                | modifier les données · modifier les données |
| Maripasoula             | 97353      | 97370       | Saint-Laurent-du-Maroni | CC de l'Ouest guyanais | 18 360,00        | 8 423 (2022)                      | 0,46               | modifier les données · modifier les données |
| Matoury                 | 97307      | 97351       | Cayenne                 | CA du Centre Littoral  | 137,19           | 35 551 (2022)                     | 259                | modifier les données · modifier les données |
| Montsinéry-Tonnegrande  | 97313      | 97356       | Cayenne                 | CA du Centre Littoral  | 600,00           | 3 457 (2022)                      | 5,8                | modifier les données · modifier les données |
| Ouanary                 | 97314      | 97380       | Saint-Georges           | CC de l'Est guyanais   | 1 080,00         | 200 (2022)                        | 0,19               | modifier les données · modifier les données |
| Papaichton              | 97362      | 97316       | Saint-Laurent-du-Maroni | CC de l'Ouest guyanais | 2 628,00         | 5 530 (2022)                      | 2,1                | modifier les données · modifier les données |
| Régina                  | 97301      | 97353 97390 | Saint-Georges           | CC de l'Est guyanais   | 12 130,00        | 1 657 (2022)                      | 0,14               | modifier les données · modifier les données |
| Remire-Montjoly         | 97309      | 97354       | Cayenne                 | CA du Centre Littoral  | 46,11            | 27 037 (2022)                     | 586                | modifier les données · modifier les données |
| Roura                   | 97310      | 97311 97352 | Cayenne                 | CA du Centre Littoral  | 3 902,50         | 3 382 (2022)                      | 0,87               | modifier les données · modifier les données |
| Saint-Élie              | 97358      | 97312       | Cayenne                 | CC des Savanes         | 5 680,00         | 157 (2022)                        | 0,03               | modifier les données · modifier les données |
| Saint-Georges           | 97308      | 97313       | Saint-Georges           | CC de l'Est guyanais   | 2 320,00         | 4 710 (2022)                      | 2,0                | modifier les données · modifier les données |
| Saint-Laurent-du-Maroni | 97311      | 97320       | Saint-Laurent-du-Maroni | CC de l'Ouest guyanais | 4 830,00         | 51 732 (2022)                     | 11                 | modifier les données · modifier les données |
| Saül                    | 97352      | 97314       | Saint-Laurent-du-Maroni | CC de l'Ouest guyanais | 4 475,00         | 297 (2022)                        | 0,07               | modifier les données · modifier les données |
| Sinnamary               | 97312      | 97315       | Cayenne                 | CC des Savanes         | 1 340,00         | 2 801 (2022)                      | 2,1                | modifier les données · modifier les données |
| Guyane                  | 03         |             |                         |                        | 83 533,90        | 288 382 (2022)                    | 3,5                | modifier les données                        |

Note : Les cantons de la Guyane ont existé du milieu du XIXe siècle au 31 décembre 2015, en application de la loi no 2011-884 du 27 juillet 2011(fusion des organes délibératifs du département et de la région en une collectivité territoriale unique). 

## Villages et hameaux
Il existe un certain nombre de villages et hameaux qui ne sont pas érigés en commune, et font donc partie des communes ci-dessus. Certains ne sont plus habités aujourd'hui. Il existe entre autres :
- Akouménaye
- Alicoto
- Antécume-Pata
- Balaté
- Bélizon
- Bienvenue
- Cacao
- Citron
- Clément
- Cormontibo
- Coulor
- Délices
- Gare Tigre
- Guisanbourg
- Javouhey
- Kayodé
- Kaw
- La Forestière
- Malmanoury
- Oscar
- Ouaqui
- Paul Isnard
- Pointe Béhague
- Pointe Isère
- Rochambeau
- Saint-Jean-du-Maroni
- Tonate
- Trois Sauts
- Trou-poisson